# Euxoa lineifrons
Euxoa lineifrons là một loài bướm đêm trong họ Noctuidae.